# Blåhuvad flaggpapegoja
Blåhuvad flaggpapegoja (Prioniturus platenae) är en fågel i familjen östpapegojor inom ordningen papegojfåglar.

## Utseende och läte
Blåhuvad flaggpapegoja är en 27 cm lång blågrön papgoja med vimpelliknande förlängda stjärtfjädrar, därav namnet. Hos denna art har hanen blått huvud som övergår i grönt på bröstet. Resten av fjäderdräkten är bjärt grön, mörkare ovan och gulaktig på undergumpen. Näbben är vitgrå. Honan liknar hanen, men det blå är begränsat till hjässa och örontäckare. Lätena består typiska papegojskrin uppblandat med gälla tjut och mer musikaliska toner.

## Utbredning och systematik
Fågeln förekommer i södra Filippinerna (Balabac, Palawan, Calamian och näraliggande öar). Den behandlas som monotypisk, det vill säga att den inte delas in i några underarter.

## Status och hot
Blåhuvad flaggpapegoja är begränsad till låglänta områden där skogar där både laglig och olaglig avverkning pågår. Ett allt ökande hot är också tyfoner. Även fångst och förföljelse tros påverka arten bestånd, om än i begränsad omfattning. Den är därför upptagen på internationella naturvårdsunionen IUCN:s röda lista över hotade arter, kategoriserad som sårbar (VU).

## Namn
Fågelns vetenskapliga artnamn hedrar Margarete Platen, född Geisler, gift med den tyske läkaren Carl C. Platen.